# 西裱褙胡同
西裱褙胡同是北京的一条已经消失了的胡同。虽然这个地名沿用至今，但原来西裱褙胡同绝大部分建筑都已经于2004年内被拆毁，仅保留了极少的的遗存。现在的西裱褙胡同位于北京市东城区长安街南侧，平行于长安街，隔长安街与全国妇联大楼相望。西裱褙胡同的名称早在清乾隆年间《京师街坊志稿》中就有所记载。究其缘由主要由于西裱褙胡同靠近贡院，有很多买卖字画的商号，兼带产生了很多专门装裱字画的裱褙行，久而久之这条胡同就被称作裱褙胡同了。如今，昔日的贡院早已被拆除，旧迹难寻了。
中国共产党北京市委的机关报《北京日报》社就在西裱褙胡同，该报社还负责出版《北京晚报》，在很长的一段历史时期内《北京晚报》曾经是北京发行量最大的报纸。
目前西裱褙胡同没有拆除的建筑除了北京日报社外仅餘23号院，这座院落是北京市文物保护单位“于谦祠”。于谦祠建于明成化二年，原为被冤杀的明朝名将于谦的私宅，明宪宗皇帝下诏将其改建为忠节祠，专门祭奠于谦以示表彰，明万历十八年又塑于谦像；清顺治年间祠废像毁，光绪年间重建；1900年这里开设了北京第一个义和团堂口，一度成为义和团运动风暴的中心。1976年部分建筑在唐山大地震中被毁。
2003年夏季开始，大批建筑工人进驻于谦祠，开始了对于谦祠的整修，不久于谦祠周围的建筑开始被拆除，2004年7月《新京报》曾就于谦祠等旧京古迹的现状做出详细报道，并由此引发关于危房改造和旧城保护的大讨论，但《新京报》因此受到北京市文物局的强烈抨击，该局局长指责《新京报》的报道是不负责任的恶意炒做，并调动北京人民广播电台、北京电视台、《北京青年报》《北京晨报》等官方背景的媒体对《新京报》进行了不点名的批评，迫于外界压力，新京报不久即将所有相关报道从网站上撤下。目前于谦祠尚未被拆除，但其前景令人担忧。有文化学者指出即便于谦祠能够幸免于拆除的命运，这种破坏文物建筑周边环境的盆景式保护也是不可取的。